# Tour d'Öskemen
Le Tour d'Öskemen est une course cycliste kazakhe créée en 2016. Elle fait partie du calendrier de l'UCI Asia Tour, en catégorie 1.2. La première édition se déroule le 25 août 2016.

## Palmarès
| Année | Vainqueur | Deuxième | Troisième |
| ----- | --------- | -------- | --------- |